# 상하이 당대예술관
상하이 당대예술관(중국어: 上海当代艺术馆, 영어: Museum of Contemporary Art Shanghai, MOCA Shanghai)은 중국 상하이시에 있는 현대 미술관이다. 이 미술관은 런민 광장의 북쪽 런민 공원 부근의 관공서 또는 박물관이 있는 장소에 있다. 이 장소는 한때 상하이 경마장이었다. 이 미술관 근처에는 상하이 시정부, 상하이 대극원, 상하이 박물관, 상하이 미술관 등이 있다.

## 역사
이 미술관은 상하이에서 최초로 비영리 독립한 현대 미술 단체로서 새뮤얼 컹(Samuel Kung)이 2005년에 설립하였다. 전시실을 가진 유리 건물은 류유양 건축사무소가 이전에 런민 공원 온실로 건축한 건물을 리모델링한 것이다. 전시 공간은 1층과 2층을 합쳐 1,800m²의 면적 공간이며, 두 층은 곡선을 그린 철제 경사로로 이어지져 있다.

## 전시
이 박물관은 중국 및 해외의 현대 미술의 소개에 초점을 맞추고 있으며, 유명 또는 젊은 현대 중국 미술가 외에도 패션과 아트 거물의 회고전 (최근이라면 페라가모, 샤넬, 픽사 등) 등 다양한 전시를 하고 있다. 2012년 여름 전시는 반클리프 아펠의 회고전으로 '영원한 아름다움'이라는 주제였다. 과거에는 해외의 미술관과 큰 전시를 공동 주최한 적도 있다. 2007년에는 솔로몬 R. 구겐하임 미술관의 협력을 얻어 미국의 현대 미술을 개관하는 대규모 전시회를 열었다. 2012년에는 중국, 타이완, 일본, 대한민국에서 작품을 모아 '향수: 동아시아 현대 미술전'이라는 전시회를 한국국제교류재단의 협력으로 열었다. 그 밖에도 인도네시아, 헝가리 (상하이 엑스포 당시), 이탈리아, 인도 등 다양한 현대 미술 전시회를 열고 있다. 또한 중국 현대 미술과 최근의 동향 · 소재에 초점을 맞춘 비엔날레도 열고 있다.
이 미술관은 전시회뿐만 아니라 다양한 연령층을 대상으로 한 세미나, 강연회, 교육 프로그램도 연중 열린다.

## 음식점
3층 (옥상)에는 레스토랑 MOCA餐厅가 있다. 여기에 레이먼드 초이, 쿠 광치, 실비아 프라다, 장 리안 시, 프리먼 라우, 라만 후이, 얀 레이, 샹 징 등 다양한 작품이 놓여있다. 여기에서는 개인 이벤트와 전시회 개막 행사도 열리고 있다.